# Крістіна Майльє
Крістіна Майльє (9 січня 1987) — люксембурзька плавчиня.
Учасниця Олімпійських Ігор 2008 року.